# Carl Forberg
Carl Forberg (n. 4 martie 1911 – d. 17 ianuarie 2000) a fost un pilot de curse auto american care a evoluat în Campionatul Mondial de Formula 1 în sezonul 1951.